# 長鬚雙線美鯰
長鬚雙線美鯰，是輻鰭魚綱鯰形目美鯰科的其中一種。

## 分布
本魚廣泛分布於南美洲秘魯、巴西的亞馬遜河流域。

## 特徵
本魚體呈圓筒狀，頭部寬扁，鰓蓋後方覆蓋著兩排刺狀骨板，但不如同科其他魚種的骨板那般明顯。粉灰色的體色到了腹面變得較淡，深色斑點主要集中在中央部位上方；嘴上長有兩對觸鬚，尾鰭叉形，鰭無色。體長可達8.2公分。

## 生態
棲息在淡水溪流，性情溫和，屬雜食性，繁殖時由雄魚築氣泡巢，雌魚則在氣泡巢中產卵。

## 經濟利用
為觀賞性魚類。